# Cuéntame cómo pasó
Cuéntame cómo pasó (deutsch Erzähl mir, wie es passiert ist), auch bekannt als „Cuéntame“, ist eine spanische Fernsehserie, die seit 2001 von dem zur spanischen öffentlich-rechtlichen Rundfunkanstalt Televisión Española (TVE) gehörigen TV-Sender La 1 ausgestrahlt wird.

## Hintergrund
Die Idee basiert auf der US-amerikanischen Fernsehserie Wunderbare Jahre des Senders ABC. Ursprünglich sollte die Serie „Nuestro Ayer“ (Unsere Vergangenheit) heißen, die Produzenten entschieden sich jedoch für den kommerziell erfolgversprechenderen Titel „Cuéntame“, der auf dem gleichnamigen Lied der spanischen Popgruppe Fórmula V aus den 1960er Jahren beruht. Da der Titel allerdings schon als Marke registriert war, entschieden sich die Produzenten von TVE für „Cuéntame cómo pasó“.
Die Serie erzählt die Geschichte der bürgerlichen Mittelklassefamilie Alcántara während der letzten Jahre des Franquismus und dem Beginn der Transition in Spanien. Durch die Verflechtung von Mikro- und Makrogeschichte wird sie zu einer soziopolitischen Chronik der Epoche. Der zeitliche Schwerpunkt der Serie konzentriert sich auf die ersten 25 Jahren nach der „Transition“. Der didaktische Anspruch wird an einigen Episoden deutlich, in denen authentische Interviews oder Personen der Zeitgeschichte eingearbeitet werden, wie z. B. die Berichterstattung über das Attentat auf den Präsidenten Carrero Blanco oder der Tod Francos.
Seit der ersten Folge, die am 13. September 2001 ausgestrahlt wurde, erzählt „Cuentáme“ von den Veränderungen Spaniens seit 1968. Die Handlung beginnt mit dem Sieg der Sängerin Massiel beim Eurovision Song Contest (im April 1968). Laut dem Produzenten Miguel Ángel Bernardeau sollte die Handlung ursprünglich nur bis zur Zeit der Transition in Spanien spielen. Im Dezember 2008 verkündete der spanische Fernsehsender TVE und die Produktionsfirma Grupo Ganga, dass die Serie auch in ihrer 10. Staffel sehr gute Einschaltquoten erzielt hat und verlängerten sie deshalb um drei weitere Staffeln, die bis in die 80er Jahre hineinreichen und die u. a. von der Kulturbewegung Movida Madrileña erzählen.
Die Serie erweckt beim Zuschauer nostalgische Erinnerungen durch die für die Epoche typischen Situationen, Charaktere und Moralvorstellungen, mit denen sich das Publikum, das diese Momente selbst miterlebt hat, leicht identifizieren kann. Es gibt viele Parallelen zu der Serie Wunderbare Jahre, die auf dieselbe Weise über die US-amerikanische Geschichte reflektiert. Während ihrer zehnjährigen Laufzeit ist sie zu einem festen Bestandteil des Lebens ihrer treuen Zuschauer geworden und kann es mit ihrem Hauptkonkurrenten „Gran Hermano“, dem spanischen Big Brother im Donnerstagabendprogramm aufnehmen.
Die zwölfte Staffel startete im November 2010 mit der Rückkehr der Figur der Ines, gespielt von Pilar Punzano.

## Handlung
Cuéntame cómo pasó erzählt die Geschichte der Familie Alcántara, die zur spanischen Mittelschicht gehört und im fiktiven Stadtteil San Genaro in Madrid (Spanien) lebt. Zur Familie gehören: der Vater Antonio; die Mutter Mercedes; die Kinder Inés, Toni, Carlos und María; auch die Mutter von Mercedes, Herminia, gehört dazu. Um die Alcántaras herum tummeln sich eine ganze Reihe von festen Nebenfiguren: Bekannte, Freunde und Nachbarn.
Die Erlebnisse der Familie fügen sich in die historischen Ereignisse der jeweiligen Zeit ein, die ständig in den Folgen thematisiert werden – sei es indirekt mittels der Kommunikationsmedien im Leben der Alcántaras oder dadurch, dass die Familie direkt von ihnen betroffen ist. Ein solcher Effekt wird oft zusätzlich durch technische Tricks verstärkt: Wie bei Forrest Gump (1995, Regie Robert Zemeckis) werden Schauspieler digital in reale Filmaufnahmen der Zeit hineinkopiert.
Die gesamte Serie ist eine Art Rückblick aus einer undefinierten Gegenwart heraus und wird von Carlitos, einem der Söhne der Familie, erzählt. Dadurch wird dieser auch zum eigentlichen Protagonisten der Serie. Immer am Anfang und am Ende einer Episode hört man das Voice-over des erwachsenen Carlos, gesprochen vom Schauspieler Carlos Hipólito, das als Einleitung und abschließende Reflexion fungiert. Es erklingt aber auch während der einzelnen Kapitel, um Einzelheiten und Situationen begreiflich zu machen, oder auch, um – in der Regel mit nostalgischem Unterton – die jeweiligen historischen Ereignisse zu reflektieren und die Wechselfälle der Familiengeschichte zu erklären. So erinnert dieses filmische Mittel, neben der Thematik, auch an die bereits erwähnte Serie Wunderbare Jahre.

### Soziopolitischer Hintergrund
Unter den vielen gesellschaftlichen und politischen Ereignissen, die im Laufe der Serie thematisiert werden, sind folgende besonders hervorzuheben:
- Die Situation der Frauen, vor allem die alleinerziehender Mütter und geschiedener Frauen. Auch die Gleichgültigkeit der Gesellschaft angesichts der Problematik häuslicher Gewalt und die Untätigkeit der Behörden bei der Behebung dieser Missstände waren bereits Thema.
- Der Wandel in den sechziger Jahren, wie die Abwanderung in die Städte, die Landflucht, die desolate Wirtschaftslage sowie die einschneidenden demografischen Veränderungen in Spanien.
- Die Zensur von Zeitungen und anderen Medien in der Zeit des Franquismus.
- Die Ölkrise von 1973 und die dadurch ausgelöste Preissteigerungswelle.
- Das Fortbestehen des im Volksmund „la mili“ genannten verpflichtenden Militärdienstes in den letzten Jahren des Franquismus sowie die durch das Auftauchen einer vor allem aus jüngeren Soldaten bestehenden Opposition hervorgerufenen Veränderungen bei gleichzeitiger Beibehaltung strenger hierarchischer Strukturen im Militär.
- Die Bedeutung gesellschaftlicher Großereignisse wie des Eurovision Song-Contest in den sechziger und siebziger Jahren und besonders die Wirkung des Fernsehens auf die spanische Gesellschaft.
- Die Verfolgung von Regimegegnern und der Widerstand der linken Parteien aus dem Untergrund sowie die Proteste gegen das Vorgehen des Staates.
- Die Korruption im Immobiliengeschäft.
- In einigen Episoden der Serie werden auch Themen wie das Exil behandelt, die „Russlandkinder“ (Kinder aus Spanien, die während des spanischen Bürgerkrieges in die Sowjetunion verschickt wurden und wegen der politischen Entwicklungen erst in der Tauwetter-Periode nach Spanien zurückkehren konnten), die Situation der Gewerkschaften und der Arbeiter in Spanien u. ä.

### Konkrete historische Ereignisse
Die Serie greift historische Ereignisse auf, die für die Geschichte des Landes prägend waren, wobei die Seriendarsteller digital in historische Aufnahmen hineinkopiert werden. Im Einzelnen wurden bisher thematisiert:
- die Ereignisse des Pariser Mai 1968;
- die spanischen Erfolge beim Eurovision Song Contest in den Jahren 1968 und 1969.
- der Ausnahmezustand von 1969.
- der erste Mensch auf dem Mond 1969.
- die Ernennung von Cardenal Tarancón zum Vorsitzenden der Spanischen Bischofskonferenz im Jahr 1971.
- die Erstausstrahlung des Films Love Story in Spanien.
- der Tod von Pablo Picasso im Jahre 1973.
- der Tod von Salvador Allende im Jahre 1973.
- das Attentat gegen den Präsidenten Carrero Blanco en 1973.
- der Fall des baskenfreundlichen Bischofs Añoveros aus dem Jahr 1974.
- die Nelkenrevolution in Portugal im Jahre 1974.
- die Fußballweltmeisterschaft in Deutschland 1974.
- der Tod von Franco im Jahre 1975.
- die Transition in Spanien von 1975 bis 1978.
- die Fußballweltmeisterschaft in Argentinien im Jahre 1978.
- die Militärdiktaturen in Argentinien und Chile und wie spanische Exilanten sie erlebten

## Zuschauerzahlen
| Staffel | Folgen  | Zuschauer absolut | Marktanteil |
| ------- | ------- | ----------------- | ----------- |
| 1.      | 1–33    | 5.562.000         | 34,8 %      |
| 2.      | 34–47   | 6.408.000         | 35,3 %      |
| 3.      | 48–60   | 6.746.000         | 42,0 %      |
| 4.      | 61–74   | 6.727.000         | 39,9 %      |
| 5.      | 75–87   | 5.635.000         | 34,2 %      |
| 6.      | 88–101  | 5.605.000         | 31,2 %      |
| 7.      | 102–118 | 4.884.000         | 27,8 %      |
| 8.      | 119–139 | 4.726.000         | 26,6 %      |
| 9.      | 140–161 | 3.746.000         | 21,0 %      |
| 10.     | 162–180 | 4.280.000         | 24,1 %      |
| 11.     | 181–197 | 4.071.000         | 22,0 %      |
| 12.     | 198–    |                   |             |

(Zuschauerzahlen ohne die Extra-Folgen)

## Soundtrack
Der Titelsong „Cuéntame“, ursprünglich von der Gruppe Fórmula V gesungen und Namensgeber der Serie, wurde von David San José zum Serienstart in eine neue Version umgeschrieben und zusammen mit seiner Mutter Ana Belén neu eingesungen. Zu Beginn der zehnten Staffel im September 2008 interpretiert der Sänger Pitingo das Lied neu. Die aktuelle Fassung stammt von Rosario Flores und wird zu Beginn der zwölften Staffel von der Stimme Alejos Stivels, ehemaliges Mitglied der spanisch-argentinischen Rockband Tequila, abgelöst.
In der Serie tauchen viele andere Lieder der aus der jeweiligen Zeit auf. Der Großteil wird im Abspann jeder Folge ausgestrahlt; jedes Mal erklingt ein anderes und greift das Kernthema der Episode noch einmal auf. Die schönsten Songs:

### Cuéntame cómo pasó vol. 1
| 1. Ana Belén Y David San José – „Cuéntame“ 2. Los Bravos – „Black Is Black“ 3. Los Brincos – „Amiga mía“ 4. Los Sirex – „La escoba“ 5. Joan Manuel Serrat – „Poco antes de que den las Diez“ 6. Juan y Junior – „La caza“ 7. Pop Tops – „Oh Lord, Why Lord“ 8. Massiel – „La, la, la“ 9. Los Brincos – „Un sorbito de champagne“ 10. Los Gatos Negros – „Tú serás mi baby“ 11. Jimmy Fontana – „El mundo“ 12. Los Bravos – „Los chicos con las chicas“ 13. Juan y Junior – „En San Juan“ 14. Marisol – „El cochecito“ 15. Los Íberos – „Summertime Girl“ 16. Los Brincos – „Lola“ 17. Patty Bravo – „La bámbola“ 18. Micky Y Los Tonys – „No sé nadar“ 19. Concha Velasco – „Chica ye yé“ 20. Los Relámpagos – „Nit de llampecs“ | 1. Los Brincos – „Mejor“ 2. Luis Eduardo Aute – „Aleluya Nº 1“ 3. Joan Manuel Serrat – „Ara que tinc vint anys“ 4. Los Íberos – „Las tres de la noche“ 5. Los Bravos – „Bring A Little Lovin“ 6. Juan y Junior – „Anduriña“ 7. Massiel – „Rosas en el mar“ 8. Françoise Hardy – „Tous les garçons et les filles“ 9. Los Cheyenes – „Válgame la Macarena“ 10. Los Brincos – „Nadie te quiere ya“ 11. Los Canarios – „Get On Your Knees“ 12. Los Bravos – „La moto“ 13. Juan y Junior – „Tiempo de amor“ 14. Marisol – „Corazón contento“ 15. Rosalía – „Dile“ 16. Antoine – „Les elucubrations d’Antoine“ 17. Rita Pavone – „Qué me importa el mundo“ 18. Los Gatos Negros – „La tierra de las mil danzas“ 19. Los Sirex – „Que se mueran los feos“ 20. Julio Iglesias – „La vida sigue igual“ |

### Cuéntame cómo pasó vol. 2
| 1. Fórmula V – „Cuéntame“ 2. Los Tres Sudamericanos – „Me lo dijo Pérez“ 3. Salomé – „Vivo cantando“ 4. Tony Ronald – „Help“ 5. Georgie Dann – „Casatschok“ 6. Marisol – „La bamba“ 7. Los Brincos – „Flamenco“ 8. Peret – „Borriquito“ 9. El Rescate – „Limón limonero“ 10. Manolo Escobar – „La minifalda“ 11. Los Bravos – „Trapped“ 12. Billy Cafaro – „Marcianita“ 13. Palito Ortega – „La felicidad“ 14. Micky Y Los Tonys – „El problema de mis pelos“ 15. Gino Paoli – „Sapore di sale“ 16. Ornella Vanoni – „L’appuntamento“ 17. Pop Tops – „Mamy Blue“ 18. The Moody Blues – „Nights in White Satin“ 19. Bobby Hebb – „Sunny“ 20. Nino Bravo – „Libre“ | 1. Tito Alcedo – „Suspiros de España“ 2. Luisa Linares Y Los Galindo – „A lo loco, a lo loco“ 3. Los Bravos – „El loco soy yo“ 4. José Luis – „Mariquilla“ 5. Peret – „Don Toribio Carambola“ 6. Los Llopis – „La puerta verde“ 7. Hermanos Rigual – „Cuando calienta el sol“ 8. Juan y Junior – „Nada“ 9. Rita Pavone – „Cuore“ 10. Hervé Vilard – „Capri c’est fini“ 11. Antonio Machín – „Toda una vida“ 12. Armando Manzanero – „Contigo aprendí“ 13. María Dolores Pradera – „Las ciudades“ 14. Atahualpa Yupanqui – „El poeta“ 15. Armando Manzanero – „Adoro“ 16. Joan Manuel Serrat – „Aquellas pequeñas cosas“ 17. Los Sabandeños – „La Muralla“ (Chile) 18. Ana María González – „El preso número 9“ 19. Mike Kennedy – „La lluvia“ 20. Bruno Lomas – „Rogaré“ 21. Joan Manuel Serrat – „Para la libertad“ |

### Cuéntame cómo pasó vol. 3
| 1. Antonio Machín – „Mira que eres linda“ 2. Armando Manzanero – „Somos novios“ 3. Los Panchos – „Si tú me dices ven“ (Lodo) 4. José Feliciano – „El reloj“ 5. Los Tres Ases – „Perfidia“ 6. Antonio Machín – „Esperanza“ 7. Bambino – „Tú me acostumbraste“ 8. Antonio Machín – „Anoche hablé con la Luna“ 9. Los Panchos – „Lo dudo“ 10. Armando Manzanero – „Esta tarde vi llover“ 11. José Feliciano – „La barca“ 12. Los Tres Ases – „Solamente una vez“ 13. Antonio Prieto – „La novia“ 14. Pérez Prado – „Mambo Nº 5“ 15. Los Panchos – „La nave del olvido“ 16. Antonio Machín – „Espérame en el cielo“ 17. Los Tres Ases – „La mentira“ (Se te olvida) 18. Julio Iglesias – „Gwendoline“ 19. Leonardo Favio – „O quizás simplemente te regale una rosa“ | 1. Pedro Vargas – „El rey“ 2. José Alfredo Jiménez – „Si nos dejan“ 3. María Dolores Pradera – „Amanecí en tus brazos“ 4. Miguel Aceves Mejía – „La cama de piedra“ 5. José Feliciano – „El jinete“ 6. Atahualpa Yupanqui – „Los ejes de mi carreta“ 7. Pedro Vargas – „Volver, volver“ 8. José Alfredo Jiménez – „Corazón Corazón“ 9. María Dolores Pradera – „Fallaste corazón“ 10. Miguel Aceves Mejía – „Que seas feliz“ 11. Bambino – „Cuando nadie te Quiera“ 12. Pedro Vargas – „Que te vaya bonito“ 13. José Alfredo Jiménez – „Cuando vivas conmigo“ 14. Facundo Cabral – „No soy de aquí ni soy de allá“ 15. María Dolores Pradera – „Fina estampa“ 16. Miguel Aceves Mejía – „Cucurrucucú paloma“ 17. Julio Iglesias – „Yo canto“ 18. Juanito Valderrama – „El emigrante“ 19. Carlos Gardel – „Volver“ 20. Peret – „Tracatrá“ |

### Die Generation der 70er
| 1. Fórmula V – „Eva María“ 2. Fórmula Diablos – „Un rayo de sol“ 3. Trébol – „Carmen“ 4. Andrés do Barro – „O tren“ 5. Tequila – „Rock and roll en la plaza del pueblo“ 6. Los Amaya – „Vete“ 7. Las Grecas – „Te estoy amando locamente“ 8. Camilo Sesto – „Algo de mí“ 9. Marisol – „Háblame del mar, marinero“ 10. Nino Bravo – „Un beso y una flor“ 11. Claudio Baglioni – „Sábado por la tarde“ 12. Luis Eduardo Aute – „Las cuatro y diez“ 13. Mocedades – „Eres tú“ 14. Smash – „El garrotín“ 15. Carlos Mejía Godoy „Y los de Palacagüina – Son Tus Perfumenes Mujer“ 16. Cecilia – „Mi querida España“ 17. Collage – „Poco a poco me enamoré de ti“ 18. José Feliciano – „Qué será“ 19. Aguaviva – „Poetas andaluces“ 20. Víctor Manuel – „Asturias“ 21. Jarcha – „Libertad sin ira“ | 1. Shocking Blue – „Venus“ 2. Smokie – „Living next Door to Alice“ 3. Lou Reed – „Walk on the Wild Side“ 4. Elvis Presley – „Burning Love“ 5. Christie – „Yellow River“ 6. Mungo Jerry – „In the Summertime“ 7. Giorgio – „Son of my Father“ 8. Middle of the Road – „Chirpy Chirpy Cheep Cheep“ 9. Albert Hammond – „It Never Rains in Southern California“ 10. The Kinks – „Lola“ 11. Nilsson – „Without You“ 12. Baccara – „Yes Sir, I Can Boogie“ 13. Linda Lewis – „It’s in his Kiss“ 14. The Hues Corporation – „Rock the Boat“ 15. Mary MacGregor – „Torn between two Lovers“ 16. Demis Roussos – „Velvet Mornings“ 17. Zager and Evans – „In the Year 2525“ 18. Dawn – „Tie a Yellow Ribbon Round the Ole Oak Tree“ 19. Melanie – „Lay Down (Candles In The Rain)“ 20. The Sweet – „Ballroom Blitz“ 21. The Guess Who – „American Woman“ |

## Auszeichnungen
- Premio Nacional de Televisión
  - vom spanischen Kulturministerium verliehen: 2009.

- Antena de Oro
  - Antena de oro (Goldene Antenne) für die beste Fernsehserie: 2004.

- Fotogramas de Plata
  - Bester Fernsehschauspieler (Imanol Arias): 2001, 2002.
  - Beste Fernsehschauspielerin (Ana Duato): 2001, 2002.
  - Nominiert als Bester Fernsehschauspieler (Imanol Arias): 2003, 2005.
  - Nominiert als Beste Fernsehschauspielerin (Ana Duato): 2003, 2001.

- Unión de Actores
  - 2005. Nominiert für die folgenden Auszeichnungen: Bester Hauptdarsteller einer Serie (Imanol Arias), Beste Hauptdarstellerin einer Serie (Ana Duato), Beste Schauspieler in Nebenrollen (Félix Corcuera und José Antonio Alcobendas).

- TP de Oro:
  - Beste inländische Serie: 2001, 2002, 2003
    - Nominiert: 2004, 2006, 2008, 2009.

  - Bester Schauspieler (Imanol Arias): 2001, 2002, 2003, 2006, 2007, 2008.
    - Nominiert: 2004, 2005, 2009.

  - Beste Schauspielerin (Ana Duato): 2001, 2002, 2003, 2006, 2009.
    - Nominiert: 2004, 2005, 2007.

  - Beste Schauspielerin (María Galiana).
    - Nominiert: 2002

- Internationale Prämierungen
  - International Golden Chest 2002: Beste Regie.
  - Seoul Drama Awards 2006: Bestes Drehbuch.
  - Seoul Drama Awards 2007: Bester Regisseur.